# Faiditus ululans
Faiditus ululans là một loài nhện trong họ Theridiidae.
Loài này thuộc chi Faiditus. Faiditus ululans được Octavius Pickard-Cambridge miêu tả năm 1880.